# Bergtjärnen (Åre socken, Jämtland, 702743-131563)
Bergtjärnen är en sjö i Åre kommun i Jämtland och ingår i Nean-Vapstälvens kustområde.